# ATP-toernooi van Stuttgart (outdoor)
Het ATP-toernooi van Stuttgart (ook bekend als de Mercedes Cup) is een jaarlijks terugkerend tennistoernooi in het mannentennis. Het toernooi wordt gespeeld in het Duitse Stuttgart en heeft, sinds 2015, gras als ondergrond. Daarvoor werd gespeeld op gravel. Het behoort tot de "ATP World Tour 250". De eerste editie werd gespeeld in 1898 en sinds 1978 maakt het deel uit van de ATP-Tour. In 2016 vierde het toernooi haar 100-jarig jubileum. De winnaar ontvangt naast het prijzengeld ook nog een Mercedes. Vanaf 2022 wordt het toernooi gesponsord door Hugo Boss.
Tussen 1990 en 2008 (behalve in 2002, toen het deel van de ATP International Series was) behoorde het toernooi tot de ATP Championship Series resp. de opvolgende reeks ATP International Series Gold. Ze hebben in 2009 hun ATP World Tour 500 (opvolger: ATP International Series Gold) status vergeven aan het ATP-toernooi van Hamburg. Sinds 2009 maakt het toernooi deel uit van de ATP World Tour 250.

## Finales

### Enkelspel
| Datum             | Naam          | Categorie           | Ondergrond     | Winnaar                                | Tegenstander                           | Uitslag                                |                                        |
| ----------------- | ------------- | ------------------- | -------------- | -------------------------------------- | -------------------------------------- | -------------------------------------- | -------------------------------------- |
| 1949              |               |                     | Gravel, buiten | Werner Beuthner                        | Otto Fürst                             | 6-3, 6-3, 4-6, 6-2                     |                                        |
| 1950              |               |                     | Gravel, buiten | Helmut Gulcz                           | Jan Dostál                             | 2-6, 6-3, 6-3, 6-1                     |                                        |
| 1951              |               |                     | Gravel, buiten | Otto Fürst                             | H. J. de Vos                           | 6-3, 6-3                               |                                        |
| 12-05-1952        |               |                     | Gravel, buiten | Milan Branović                         | Jacques Thomas                         | 4-6, 10-8, 7-5, opgave                 |                                        |
| 11-05-1953        |               |                     | Gravel, buiten | Torben Ulrich                          | Bengt Axelsson                         | 2-6, 6-3, 6-2, 6-0                     |                                        |
| 10-05-1954        |               |                     | Gravel, buiten | Gottfried von Cramm                    | Robert Bédard                          | 6-4, 6-8, 6-2                          |                                        |
| 09-05-1955        |               |                     | Gravel, buiten | Hugh Stewart                           | Tony Vincent                           | 6-2, 8-6, 6-4                          |                                        |
| 30-04-1956        |               |                     | Gravel, buiten | Jack Arkinstall                        | Tony Vincent                           | 6-2, 8-6, 6-4                          |                                        |
| 29-04-1957        |               |                     | Gravel, buiten | Ladislav Legenstein                    | Milan Branović                         |                                        |                                        |
| 12-05-1958        |               |                     | Gravel, buiten | Ulf Schmidt (1)                        | Jacques Brichant                       | 6-4, 6-4, 7-9, 6-1                     |                                        |
| 27-04-1959        |               |                     | Gravel, buiten | Warren Woodcock (1)                    | Torben Ulrich                          | 6-3, 6-2, 6-3                          |                                        |
| 11-04-1960        |               |                     | Gravel, buiten | Ulf Schmidt (2)                        | Warren Woodcock                        | 6-2, 2-6, 6-4, 1-6, 6-3                |                                        |
| 01-05-1961        |               |                     | Gravel, buiten | Warren Woodcock (2)                    | Barry Phillips-Moore                   | 2-6, 5-7, 6-4, 6-2, 7-5                |                                        |
| 30-04-1962        |               |                     | Gravel, buiten | Ulf Schmidt (3)                        | Jan-Erik Lundqvist                     | 6-4, 7-5                               |                                        |
| 29-04-1963        |               |                     | Gravel, buiten | Gordon Forbes                          | Warren Woodcock                        | 6-1, 8-6, 6-3                          |                                        |
| 04-05-1964        |               |                     | Gravel, buiten | Cliff Drysdale (1)                     | Keith Diepraam                         | 6-1, 6-3                               |                                        |
| 03-05-1965        |               |                     | Gravel, buiten | Cliff Drysdale (2)                     | Wilhelm Bungert                        | 6-0, 6-1, 6-1                          |                                        |
| 02-05-1966        |               |                     | Gravel, buiten | Frew McMillan                          | Keith Diepraam                         | 6-4, 7-5                               |                                        |
| 01-05-1967        |               |                     | Gravel, buiten | Roy Emerson                            | Ion Țiriac                             | 1-6, 6-3, 6-4, 6-2                     |                                        |
| ↓ open tijdperk ↓ |               |                     |                |                                        |                                        |                                        |                                        |
| 06-05-1968        |               |                     | Gravel, buiten | Ramanathan Krishnan                    | Bodo Nitsche                           | 6-2, 6-8, 6-4, opgave                  |                                        |
| 28-04-1969        |               |                     | Gravel, buiten | Christian Kuhnke                       | Wilhelm Bungert                        | 2-6, 6-2, 6-0, 6-2                     |                                        |
| 1970              | Geen toernooi | Geen toernooi       | Geen toernooi  | Geen toernooi                          | Geen toernooi                          | Geen toernooi                          | Geen toernooi                          |
| 1971              |               |                     | Gravel, buiten | Barry Phillips-Moore                   | István Gulyás                          | 6-4, 6-3, 6-4                          |                                        |
| 1972              |               |                     | Gravel, buiten | Attila Korpas (1)                      | Zlatko Ivančić                         | 6-8, 6-2, 6-3, 6-4                     |                                        |
| 1973              |               |                     | Gravel, buiten | Harald Elschenbroich                   | Hans-Jürgen Pohmann                    | 2-6, 6-0, 6-2, 6-4                     |                                        |
| 1974              |               |                     | Gravel, buiten | Hans-Joachim Plötz                     | Jacques Thamin                         | 6-1, 2-6, 6-4, 6-4                     |                                        |
| 1975              |               |                     | Gravel, buiten | Jürgen Faßbender / Richard Crealy      | Jürgen Faßbender / Richard Crealy      | Finale afgebroken                      |                                        |
| 1976              |               |                     | Gravel, buiten | Attila Korpas (2)                      | Zlatko Ivančić                         |                                        |                                        |
| 1977              |               |                     | Gravel, buiten | Jürgen Faßbender                       | Attila Korpas                          |                                        |                                        |
| 17-07-1978        | Mercedes Cup  |                     | Gravel, buiten | Ulrich Pinner                          | Kim Warwick                            | 6-4, 6-2, 7-6                          |                                        |
| 16-07-1979        | Mercedes Cup  |                     | Gravel, buiten | Tomáš Šmíd                             | Ulrich Pinner                          | 6-4, 6-0, 6-2                          |                                        |
| 14-07-1980        | Mercedes Cup  |                     | Gravel, buiten | Vitas Gerulaitis                       | Wojtek Fibak                           | 6-2, 7-5, 6-2                          |                                        |
| 13-07-1981        | Mercedes Cup  |                     | Gravel, buiten | Björn Borg                             | Ivan Lendl                             | 1-6, 7-6, 6-2, 6-4                     |                                        |
| 12-07-1982        | Mercedes Cup  |                     | Gravel, buiten | Ramesh Krishnan                        | Sandy Mayer                            | 5-7, 6-3, 6-3, 7-6                     |                                        |
| 11-07-1983        | Mercedes Cup  |                     | Gravel, buiten | José Higueras                          | Heinz Günthardt                        | 6-1, 6-1, 7-6                          |                                        |
| 16-07-1984        | Mercedes Cup  |                     | Gravel, buiten | Henri Leconte                          | Gene Mayer                             | 7-6, 6-0, 1-6, 6-1                     |                                        |
| 09-09-1985        | Mercedes Cup  |                     | Gravel, buiten | Ivan Lendl                             | Brad Gilbert                           | 6-4, 6-0                               |                                        |
| 08-09-1986        | Mercedes Cup  |                     | Gravel, buiten | Martín Jaite (1)                       | Jonas Svensson                         | 7-5, 6-2                               |                                        |
| 13-07-1987        | Mercedes Cup  |                     | Gravel, buiten | Miloslav Mečíř                         | Jan Gunnarsson                         | 6-0, 6-2                               |                                        |
| 11-07-1988        | Mercedes Cup  |                     | Gravel, buiten | Andre Agassi                           | Andrés Gómez                           | 6-4, 6-2                               |                                        |
| 24-07-1989        | Mercedes Cup  |                     | Gravel, buiten | Martín Jaite (2)                       | Goran Prpić                            | 6-3, 6-2                               | Details                                |
| 16-07-1990        | Mercedes Cup  | Championship Series | Gravel, buiten | Goran Ivanišević                       | Guillermo Pérez Roldán                 | 6-7, 6-1, 6-4, 7-6                     | Details                                |
| 15-07-1991        | Mercedes Cup  | Championship Series | Gravel, buiten | Michael Stich                          | Alberto Mancini                        | 1-6, 7-6(9), 6-4, 6-2                  | Details                                |
| 13-07-1992        | Mercedes Cup  | Championship Series | Gravel, buiten | Andrej Medvedev                        | Wayne Ferreira                         | 6-1, 6-4, 6-7(5), 2-6, 6-1             | Details                                |
| 19-07-1993        | Mercedes Cup  | Championship Series | Gravel, buiten | Magnus Gustafsson                      | Michael Stich                          | 6-3, 6-4, 3-6, 4-6, 6-4                | Details                                |
| 18-07-1994        | Mercedes Cup  | Championship Series | Gravel, buiten | Alberto Berasategui                    | Andrea Gaudenzi                        | 7-5, 6-3, 7-6(5)                       | Details                                |
| 17-07-1995        | Mercedes Cup  | Championship Series | Gravel, buiten | Thomas Muster (1)                      | Jan Apell                              | 6-2, 6-2                               | Details                                |
| 15-07-1996        | Mercedes Cup  | Championship Series | Gravel, buiten | Thomas Muster (2)                      | Jevgeni Kafelnikov                     | 6-2, 6-2, 6-4                          | Details                                |
| 14-07-1997        | Mercedes Cup  | Championship Series | Gravel, buiten | Àlex Corretja                          | Karol Kučera                           | 6-2, 7-5                               | Details                                |
| 20-07-1998        | Mercedes Cup  | Series Gold         | Gravel, buiten | Gustavo Kuerten (1)                    | Karol Kučera                           | 4-6, 6-2, 6-4                          | Details                                |
| 19-07-1999        | Mercedes Cup  | Series Gold         | Gravel, buiten | Magnus Norman                          | Tommy Haas                             | 6-7(6), 4-6, 7-6(7), 6-0, 6-3          | Details                                |
| 17-07-2000        | Mercedes Cup  | Series Gold         | Gravel, buiten | Franco Squillari                       | Gastón Gaudio                          | 6-2, 3-6, 4-6, 6-4, 6-2                | Details                                |
| 16-07-2001        | Mercedes Cup  | Series Gold         | Gravel, buiten | Gustavo Kuerten (2)                    | Guillermo Cañas                        | 6-3, 6-2, 6-4                          | Details                                |
| 15-07-2002        | Mercedes Cup  | Int. Series         | Gravel, buiten | Michail Joezjny                        | Guillermo Cañas                        | 6-3, 3-6, 3-6, 6-4, 6-4                | Details                                |
| 14-07-2003        | Mercedes Cup  | Series Gold         | Gravel, buiten | Guillermo Coria                        | Tommy Robredo                          | 6-2, 6-2, 6-1                          | Details                                |
| 12-07-2004        | Mercedes Cup  | Series Gold         | Gravel, buiten | Guillermo Cañas                        | Gastón Gaudio                          | 5-7, 6-2, 6-0, 1-6, 6-3                | Details                                |
| 18-07-2005        | Mercedes Cup  | Series Gold         | Gravel, buiten | Rafael Nadal (1)                       | Gastón Gaudio                          | 6-3, 6-3, 6-4                          | Details                                |
| 17-07-2006        | Mercedes Cup  | Series Gold         | Gravel, buiten | David Ferrer                           | José Acasuso                           | 6-4, 3-6, 6-7(3), 7-5, 6-4             | Details                                |
| 16-07-2007        | Mercedes Cup  | Series Gold         | Gravel, buiten | Rafael Nadal (2)                       | Stanislas Wawrinka                     | 6-4, 7-5                               | Details                                |
| 07-07-2008        | Mercedes Cup  | Series Gold         | Gravel, buiten | Juan Martín del Potro                  | Richard Gasquet                        | 6-4, 7-5                               | Details                                |
| 13-07-2009        | Mercedes Cup  | ATP 250             | Gravel, buiten | Jérémy Chardy                          | Victor Hănescu                         | 1-6, 6-3, 6-4                          | Details                                |
| 12-07-2010        | Mercedes Cup  | ATP 250             | Gravel, buiten | Albert Montañés                        | Gaël Monfils                           | 6-2, 1-2, opgave                       | Details                                |
| 11-07-2011        | Mercedes Cup  | ATP 250             | Gravel, buiten | Juan Carlos Ferrero                    | Pablo Andújar                          | 6-4, 6-0                               | Details                                |
| 09-07-2012        | Mercedes Cup  | ATP 250             | Gravel, buiten | Janko Tipsarević                       | Juan Mónaco                            | 6-4, 5-7, 6-3                          | Details                                |
| 08-07-2013        | Mercedes Cup  | ATP 250             | Gravel, buiten | Fabio Fognini                          | Philipp Kohlschreiber                  | 5-7, 6-4, 6-4                          | Details                                |
| 07-07-2014        | Mercedes Cup  | ATP 250             | Gravel, buiten | Roberto Bautista-Agut                  | Lukáš Rosol                            | 6-3, 4-6, 6-2                          | Details                                |
| 08-06-2015        | Mercedes Cup  | ATP 250             | Gras, buiten   | Rafael Nadal (3)                       | Viktor Troicki                         | 7-6(3), 6-3                            | Details                                |
| 06-06-2016        | Mercedes Cup  | ATP 250             | Gras, buiten   | Dominic Thiem                          | Philipp Kohlschreiber                  | 6-7(2), 6-4, 6-4                       | Details                                |
| 12-06-2017        | Mercedes Cup  | ATP 250             | Gras, buiten   | Lucas Pouille                          | Feliciano López                        | 4-6, 7-6(5), 6-4                       | Details                                |
| 17-06-2018        | Mercedes Cup  | ATP 250             | Gras, buiten   | Roger Federer                          | Milos Raonic                           | 6-4, 7-6(3)                            | Details                                |
| 16-06-2019        | Mercedes Cup  | ATP 250             | Gras, buiten   | Matteo Berrettini                      | Félix Auger-Aliassime                  | 6-4, 7-6(11)                           | Details                                |
| 14-06-2020        | Mercedes Cup  | ATP 250             | Gras, buiten   | Geen toernooi wegens de coronapandemie | Geen toernooi wegens de coronapandemie | Geen toernooi wegens de coronapandemie | Geen toernooi wegens de coronapandemie |
| 13-06-2021        | Mercedes Cup  | ATP 250             | Gras, buiten   | Marin Čilić                            | Félix Auger-Aliassime                  | 7-6(2), 6-3                            | Details                                |
| 12-06-2022        | BOSS Open     | ATP 250             | Gras, buiten   | Matteo Berrettini (2)                  | Andy Murray                            | 6-4, 5-7, 6-3                          | Details                                |
| 18-06-2023        | BOSS Open     | ATP 250             | Gras, buiten   | Frances Tiafoe                         | Jan-Lennard Struff                     | 4–6, 7–6(1), 7–6(8)                    | Details                                |
| 16-06-2024        | BOSS Open     | ATP 250             | Gras, buiten   | Jack Draper                            | Matteo Berrettini                      | 3–6, 7–6(5), 6–4                       | Details                                |

### Dubbelspel
| Jaar | Winnaars                               | Tegenstanders                            | Uitslag                                |
| ---- | -------------------------------------- | ---------------------------------------- | -------------------------------------- |
| 1978 | Jan Kodeš Tomáš Šmíd                   | Carlos Kirmayr Belus Prajoux             | 6-3, 7-6                               |
| 1979 | Colin Dowdeswell Frew McMillan         | Wojtek Fibak Pavel Složil                | 6-4, 6-2, 2-6, 6-4                     |
| 1980 | Colin Dowdeswell (2) Frew McMillan (2) | Chris Lewis John Yuill                   | 6-3, 6-4                               |
| 1981 | Peter McNamara Paul McNamee            | Mark Edmondson Mike Estep                | 2-6, 6-4, 7-6                          |
| 1982 | Mark Edmondson Brian Teacher           | Andreas Maurer Wolfgang Popp             | 6-3, 6-1                               |
| 1983 | Anand Amritraj Mike Bauer              | Pavel Složil Tomáš Šmíd                  | 4-6, 6-3, 6-2                          |
| 1984 | Sandy Mayer Andreas Maurer             | Fritz Buehning Ferdi Taygan              | 7-6, 6-4                               |
| 1985 | Ivan Lendl Tomáš Šmíd (2)              | Andy Kohlberg João Soares                | 3-6, 6-4, 6-2                          |
| 1986 | Hans Gildemeister Andrés Gómez         | Mansour Bahrami Diego Pérez              | 6-4, 6-3                               |
| 1987 | Rick Leach Tim Pawsat                  | Mikael Pernfors Magnus Tideman           | 6-3, 6-4                               |
| 1988 | Sergio Casal Emilio Sánchez            | Anders Järryd Michael Mortensen          | 4-6, 6-3, 6-4                          |
| 1989 | Petr Korda Tomáš Šmíd (3)              | Florin Segărceanu Cyril Suk              | 6-3, 6-4                               |
| 1990 | Pieter Aldrich Danie Visser            | Per Henricsson Nicklas Utgren            | 6-3, 6-4                               |
| 1991 | Wally Masur Emilio Sánchez (2)         | Omar Camporese Goran Ivanišević          | 4-6, 6-3, 6-4                          |
| 1992 | Glenn Layendecker Byron Talbot         | Marc Rosset Javier Sánchez               | 4-6, 6-3, 6-4                          |
| 1993 | Tom Nijssen Cyril Suk                  | Gary Muller Piet Norval                  | 7-6, 6-3                               |
| 1994 | Scott Melville Piet Norval             | Jacco Eltingh Paul Haarhuis              | 7-6, 7-5                               |
| 1995 | Tomás Carbonell Francisco Roig         | Ellis Ferreira Jan Siemerink             | 3-6, 6-3, 6-4                          |
| 1996 | Libor Pimek Byron Talbot               | Tomás Carbonell Francisco Roig           | 6-2, 5-7, 6-4                          |
| 1997 | Gustavo Kuerten Fernando Meligeni      | Donald Johnson Francisco Montana         | 6-4, 6-4                               |
| 1998 | Olivier Delaître Fabrice Santoro       | Joshua Eagle Jim Grabb                   | 6-1, 3-6, 6-3                          |
| 1999 | Jaime Oncins Daniel Orsanic            | Aleksandar Kitinov Jack Waite            | 6-2, 6-1                               |
| 2000 | Jiří Novák David Rikl                  | Lucas Arnold Ker Donald Johnson          | 5-7, 6-2, 6-3                          |
| 2001 | Guillermo Cañas Rainer Schüttler       | Michael Hill Jeff Tarango                | 4-6, 7-6, 6-4                          |
| 2002 | Joshua Eagle David Rikl (2)            | David Adams Gastón Etlis                 | 6-3, 6-4                               |
| 2003 | Tomáš Cibulec Pavel Vízner             | Jevgeni Kafelnikov Kevin Ullyett         | 3-6, 6-3, 6-4                          |
| 2004 | Jiří Novák (2) Radek Štěpánek          | Simon Aspelin Todd Perry                 | 6-2, 6-4                               |
| 2005 | José Acasuso Sebastián Prieto          | Mariano Hood Tommy Robredo               | 7-6, 6-3                               |
| 2006 | Gastón Gaudio Maks Mirni               | Yves Allegro Robert Lindstedt            | 7-5, 6-7, [12-10]                      |
| 2007 | František Čermák Leoš Friedl           | Guillermo García López Fernando Verdasco | 6-4, 6-4                               |
| 2008 | Christopher Kas Philipp Kohlschreiber  | Michael Berrer Mischa Zverev             | 6-3, 6-4                               |
| 2009 | František Čermák (2) Michal Mertiňák   | Victor Hănescu Horia Tecău               | 7-5, 6-4                               |
| 2010 | Carlos Berlocq Eduardo Schwank         | Christopher Kas Philipp Petzschner       | 7-6(5), 7-6(6)                         |
| 2011 | Jürgen Melzer Philipp Petzschner       | Marcel Granollers Marc López             | 6-3, 6-4                               |
| 2012 | Jérémy Chardy Łukasz Kubot             | Michal Mertiňák André Sá                 | 6-1, 6-3                               |
| 2013 | Facundo Bagnis Thomaz Bellucci         | Tomasz Bednarek Mateusz Kowalczyk        | 2-6, 6-4, [11-9]                       |
| 2014 | Mateusz Kowalczyk Artem Sitak          | Guillermo García López Philipp Oswald    | 2-6, 6-1, [10-7]                       |
| 2015 | Rohan Bopanna Florin Mergea            | Alexander Peya Bruno Soares              | 5-7, 6-2, [10-7]                       |
| 2016 | Marcus Daniell Artem Sitak (2)         | Oliver Marach Fabrice Martin             | 6-7(4), 6-4, [10-8]                    |
| 2017 | Jamie Murray Bruno Soares              | Oliver Marach Mate Pavić                 | 6-7(4), 7-5, [10-5]                    |
| 2018 | Philipp Petzschner (2) Tim Pütz        | Robert Lindstedt Marcin Matkowski        | 7-6(5), 6-3                            |
| 2019 | John Peers Bruno Soares (2)            | Rohan Bopanna Denis Shapovalov           | 7-5, 6-3                               |
| 2020 | Geen toernooi wegens de coronapandemie | Geen toernooi wegens de coronapandemie   | Geen toernooi wegens de coronapandemie |
| 2021 | Marcelo Demoliner Santiago González    | Ariel Behar Gonzalo Escobar              | 4-6, 6-3, [10-8]                       |
| 2022 | Hubert Hurkacz Mate Pavić              | Tim Pütz Michael Venus                   | 7-6(3), 7-6(5)                         |
| 2023 | Nikola Mektić Mate Pavić (2)           | Kevin Krawietz Tim Pütz                  | 7–6(2), 6–3                            |
| 2024 | Rafael Matos Marcelo Melo              | Julian Cash Robert Galloway              | 3-6, 6-3, [10-8]                       |

## Statistieken

### Meeste enkelspeltitels
| Aantal titels | Speler            | Jaren            |
| ------------- | ----------------- | ---------------- |
| 2             | Ulf Schmidt       | 1958, 1960, 1962 |
| 2             | Rafael Nadal      | 2005, 2007, 2015 |
| 2             | Warren Woodcock   | 1959, 1961       |
| 2             | Cliff Drysdale    | 1964, 1965       |
| 2             | Martín Jaite      | 1986, 1989       |
| 2             | Thomas Muster     | 1995, 1996       |
| 2             | Gustavo Kuerten   | 1998, 2001       |
| 2             | Matteo Berrettini | 2019, 2022       |

(Bijgewerkt t/m 2024)

### Meeste enkelspeltitels per land
| Aantal titels | Land                     |
| ------------- | ------------------------ |
| 10            | Bondsrepubliek Duitsland |
| 10            | Spanje                   |
| 6             | Argentinië               |
| 6             | Zweden                   |
| 5             | Australië                |
| 4             | Oostenrijk               |
| 4             | Verenigde Staten         |
| 4             | Zuid-Afrika              |
| 3             | Frankrijk                |
| 3             | Italië                   |
| 3             | Tsjecho-Slowakije        |
| 2             | Brazilië                 |
| 2             | Duitsland                |
| 2             | India                    |
| 2             | Joegoslavië              |

(Bijgewerkt t/m 2024)

### Enkel- en dubbelspeltitel in hetzelfde jaar vanaf 1978
| Tennisser  | Jaar |
| ---------- | ---- |
| Ivan Lendl | 1985 |

## Trivia
- In 1981 werd de finale gespeeld tussen de grootheden Björn Borg en Ivan Lendl. Ze waren toen respectievelijk de nummer 2 en 4 van de wereld. De Zweed Björn Borg won met 1-6, 7-6, 6-2, 6-4.[5][6]
- Rafael Nadal won het toernooi zowel op gravel als op gras.